# Tephrosia cuernavacana
Tephrosia cuernavacana là một loài thực vật có hoa trong họ Đậu. Loài này được (Rose) J.F.Macbr. miêu tả khoa học đầu tiên.